# Jerry Maguire – Spiel des Lebens
Jerry Maguire – Spiel des Lebens ist eine romantische Komödie von Regisseur Cameron Crowe, gedreht im Jahr 1996 in den Vereinigten Staaten.

## Handlung
Jerry Maguire arbeitet extrem erfolgreich als Sportmanager für das Unternehmen „Sports Management International“ (SMI). Nach einer in sein Notebook getippten Tirade gegen die Unehrlichkeit und mangelnde Menschlichkeit in dieser Branche und des Unternehmens im Speziellen, die er als Kopien in sämtliche Postfächer der Angestellten verteilen lässt und die er selbst nur als „Wegweiser“ verstanden haben will, wird er entlassen. Daraufhin eröffnet er zusammen mit der Buchhalterin Dorothy Boyd von SMI, die ihm wegen seines Mission Statements aus dem alten Unternehmen folgt, eine eigene Agentur.
Neben dem jungen Football-Megatalent Frank Cushman kann er mit seinem Freund Rod Tidwell noch einen seiner früheren Kunden übernehmen. Dieser ist jedoch sportlich nicht gerade erfolgreich und zudem von einer kaputten Schulter gezeichnet. Er erwartet von Jerry einen neuen Millionenvertrag. Bei einem gemeinsamen Marketingauftritt seiner beiden letzten Kunden kümmert sich Jerry fast nur um den jungen Frank und lenkt die Medienaufmerksamkeit auf ihn, wodurch sich Rod im Stich gelassen fühlt. Doch als Jerry Frank an einen ehemaligen Kollegen verliert, ist er auf Rod angewiesen. Unter diesen Voraussetzungen und der einseitigen Abhängigkeit entwickelt sich im Laufe des Films eine noch engere Freundschaft zwischen den beiden.
Maguire heiratet Boyd. Er ist sich aber nicht sicher, ob er sie wirklich liebt oder sie nur wegen ihrer Loyalität oder wegen ihres jungen Sohns geheiratet hat, mit dem sich Maguire sehr gut versteht. Das Paar legt die Ehe auf Eis.
Jerry bemüht sich nun um Rod und schenkt ihm seine volle Aufmerksamkeit. Der sportliche Erfolg bleibt jedoch weiter aus, woraufhin sie sich gegenseitig Vorwürfe machen und in ihrem Handeln kritisieren. Bei einem wichtigen Spiel wird Rod erneut eingesetzt, nachdem seine Mannschaft bereits eine erfolgreiche Saison spielt, und schafft prompt einen sensationellen Touchdown. Er bleibt jedoch nach einem Tackle mit anschließendem Überschlag regungslos am Boden liegen. Von den Kameras erfasst, läuft Jerry besorgt zu ihm. Rod ist jedoch nur benommen, steht wieder auf und lässt sich im Stadion als Matchwinner feiern. Jerry und Rod rücken somit wieder als gefragte Persönlichkeiten in den Fokus der Medien.
Jerry Maguire merkt nun, dass ihm seine Frau fehlt, und sucht sie zu Hause auf. Sie hat gerade ein paar Freundinnen zu Besuch, vor denen er ihr seine Liebe gesteht und sie um einen Neubeginn bittet. Sie antwortet, dass er sie bereits beim „Hallo“ überzeugt hatte.

## Besetzung und Synchronisation
Die deutschsprachige Synchronisation des Films entstand bei der RC Production. Verfasser des Dialogbuchs und auch Dialogregisseur war Frank Schaff.
| Rolle                                                 | Darsteller          | Synchronsprecher   |
| ----------------------------------------------------- | ------------------- | ------------------ |
| Jerry Maguire                                         | Tom Cruise          | Frank Schaff       |
| Rodney Tidwell, gen. Rod                              | Cuba Gooding junior | Dietmar Wunder     |
| Dorothy Boyd                                          | Renée Zellweger     | Ulrike Stürzbecher |
| Ray Boyd, Sohn von Dorothy                            | Jonathan Lipnicki   | Yvonne Greitzke    |
| Laurel Boyd, Schwester von Dorothy                    | Bonnie Hunt         | Heike Schroetter   |
| Marcee Tidwell, Frau von Rod                          | Regina King         | Maud Ackermann     |
| Bob Sugar, Sportmanager, Kontrahent von Jerry         | Jay Mohr            | Peter Flechtner    |
| Avery Bishop, Freundin von Jerry                      | Kelly Preston       | Bettina Weiß       |
| Frank Cushman, gen. Cush, Footballspieler             | Jerry O’Connell     | Matthias Hinze     |
| Matt Cushman, Vater von Frank                         | Beau Bridges        | Norbert Gescher    |
| Ethan Valhere, High-School-Bekannter                  | Eric Stoltz         | Andreas Fröhlich   |
| Chad, Au-pair bei den Boyds                           | Todd Louiso         | Stefan Krause      |
| Dicky Fox, Mentor von Jerry                           | Jared Jussim        | Werner Ehrlicher   |
| Dennis Wilburn, General Manager der Arizona Cardinals | Glenn Frey          | Frank-Otto Schenk  |
| Katarina Witt (Cameoauftritt)                         | sie selbst          | Ulrike Möckel      |

## Kritiken
Der Film wurde als witzig und romantisch bezeichnet. Die Zeitschrift TV Movie (05/1997) lobte die Regiearbeit von Cameron Crowe und das Spiel von Tom Cruise.

„Dank eines hervorragend aufgelegten Tom Cruise ist dies eine packende Komödie über den Sinn des Lebens. Allerdings erfährt man recht wenig über die Arbeit eines Sportagenten – Cruise könnte ebenso im Finanz-Business tätig sein. Trotzdem präsentiert die Komödie einige gute Sportszenen, die den Zuschauer durchaus mit dem Footballspieler leiden lassen. Gute Nebenfiguren und originelle Details runden das Vergnügen ab.“

## Auszeichnungen
Oscar
- Bester Hauptdarsteller (Cruise) – Nominierung
- Bester Schnitt (Hutshing) – Nominierung
- Bester Film – Nominierung
- Bestes Originaldrehbuch (Crowe) – Nominierung
- Bester Nebendarsteller (Gooding Jr.) – Gewonnen

Chicago Film Critics Association
- Bester Nebendarsteller (Gooding Jr.) – Gewonnen

Directors Guild of America
- Beste Regie (Crowe) – Nominierung

Golden Globe Awards
- Bester Hauptdarsteller Spielfilm, Musical oder Komödie (Cruise) – Gewonnen
- Bester Film Spielfilm, Musical oder Komödie – Nominierung
- Bester Nebendarsteller Spielfilm, Musical oder Komödie (Gooding Jr.) – Nominierung

Image Awards
- Bester Nebendarsteller (Gooding Jr.) – Nominierung

Satellite Awards
- Bester Hauptdarsteller Spielfilm, Musical oder Komödie (Cruise) – Gewonnen
- Beste Hauptdarstellerin Spielfilm, Musical oder Komödie (Zellweger) – Nominierung
- Bester Nebendarsteller Spielfilm, Musical oder Komödie (Gooding Jr.) – Gewonnen

Screen Actors Guild
- Bester Hauptdarsteller (Cruise) – Nominierung
- Bester Nebendarsteller (Gooding Jr.) – Gewonnen
- Beste Nebendarstellerin (Zellweger) – Nominierung

Writers Guild of America
- Bestes Originaldrehbuch (Crowe) – Nominierung

MTV Movie Award 1997
- Best Male Performance (Cruise)

## Rezeption
Der Country-Musiker Kenny Chesney brachte 1999 den Song You Had Me from Hello heraus, der auf der Filmzeile der weiblichen Figur Dorothy beruht: “You had me at ‘hello’.” Die Rockband Bon Jovi benannte auf dem 2002 erschienenen Studioalbum Bounce ebenfalls einen Song You Had Me From Hello nach dieser Zeile. Dieses Filmzitat diente weiterhin als Inspiration für den Song „You Had Me At Hello“ der Hardcoreband A Day to Remember. Zusätzlich fand der Satz Eingang in die Liste der 100 besten Filmzitate des American Film Institute (Platz 52) wie auch „Show me the money!“ (in der deutschen Version: „Führ mich zum Schotter!“) (Platz 25).

## Einspielergebnisse
Der Film wurde ein großer kommerzieller Erfolg und spielte bei 50 Millionen Dollar Produktionskosten 273 Millionen Dollar ein.

## Sonstiges
In einer Nebenrolle als Teammanager Dennis Wilburn ist der Musiker Glenn Frey von der Band Eagles zu sehen. Einen Cameo-Auftritt als „Jesus of CopyMat“ hat der Sänger und Gitarrist Jerry Cantrell von der Band Alice in Chains. Außerdem hat die deutsche Eiskunstläuferin Katarina Witt einen Gastauftritt am Ende des Films: Wenn Footballspieler Rodney Tidwell seinen Vertrag über 11,2 Millionen Dollar erhält, schüttelt Witt dem Manager Jerry Maguire mit Gratulation die Hand. Neben Katarina Witt steht in dieser Szene der Footballstar Troy Aikman. Zudem hängt am Filmanfang im Büro von Sportagent Jerry Maguire ein großes Poster von Katarina Witt an der Bürotür.